# Flatormenis inferior
Flatormenis inferior är en insektsart som först beskrevs av Fowler 1900.  Flatormenis inferior ingår i släktet Flatormenis och familjen Flatidae. Inga underarter finns listade i Catalogue of Life.